# William White Clark
William White Clark (* 23. September 1819 bei Augusta, Georgia; † 6. August 1883 in Baltimore, Maryland) war ein US-amerikanischer Jurist und konföderierter Politiker.

## Werdegang
William White Clark wurde ungefähr viereinhalb Jahre nach dem Ende des Britisch-Amerikanischen Krieges bei Augusta (Richmond County) geboren. Er besuchte ein College, studierte Jura und erhielt seine Zulassung als Anwalt. Clark war ein wohlhabender Plantagenbesitzer in Covington (Newton County). Er verfolgte auch eine politische Laufbahn. 1841 saß er im Repräsentantenhaus von Georgia. Das folgende Jahrzehnt war vom Mexikanisch-Amerikanischen Krieg überschattet. Die zunehmend angespannte politische Stimmung jener Zeit führte schließlich zu der Sezession der Südstaaten, einschließlich Georgia, und dem Ausbruch des Bürgerkrieges. In diesem Zusammenhang wurde er im November 1861 als Abgeordneter des sechsten Wahlbezirks von Georgia in den ersten Konföderiertenkongress gewählt, wo er zwischen 1862 und 1864 tätig war. Clark verstarb 1883 in Baltimore. Sein Leichnam wurde dann nach Covington überführt und auf dem Stadtfriedhof beigesetzt.